# Heinrich Bretthorst

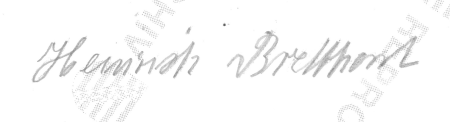
Heinrich Bretthorsts Unterschrift am 6. Februar 1948

Wilhelm Heinrich Bretthorst (* 26. Dezember 1883 in Rahden; † 17. September 1962 in Leipzig) war ein deutscher Politiker (SPD/SED).

## Leben
Bretthorst wurde in Rahden (Kreis Lübbecke) geboren. Sein Vater, Karl Heinrich Bretthorst, starb, als er sechs Jahre alt, seine Mutter Marie Sophie geb. Wiechert, als er elf Jahre alt war. Er besuchte die achtklassige Volksschule und erlernte das Tischlerhandwerk.
Er wurde im Frühjahr 1903 Mitglied des Deutschen Holzarbeiterverbandes. Von 1903 bis 1905 absolvierte er seinen Wehrdienst. Am 6. Oktober 1906 schloss er sich der SPD an. Von 1906 bis 1914 betätigte er sich als Rechnungsführer der Volksfürsorge in Westfalen. Nach Ausbruch des Ersten Weltkrieges wurde er am 2. August 1914 zum Kriegsdienst (bis zum 19. Mai 1918) eingezogen und erhielt das Eiserne Kreuz zweiter Klasse.
Im Jahre 1920 heiratete er Ottilie Klara Hedwig (geb. Wüstehube), die ihm 1923 einen Sohn gebar. Der Sohn, der wie sein Vater Heinrich hieß, war im Jahr 1944 an der Kriegsfront als verschollen gemeldet worden. Er kehrte nie zurück.

## Politische Karriere
Am 9. November 1918 wurde er Vorsitzender des Soldatenrates in Brieg, Schlesien. Ab Mai 1919 bis 1923 war er SPD-Unterbezirkssekretär für Brieg-Ohlau. Von 1923 bis 1928 wirkte er als Bezirksleiter des Holzarbeiterverbandes für den Bezirk Oberschlesien. Ab 1923 war er außerdem Mitglied des Provinziallandtags für die Provinz Schlesien. Von 1929 bis 1933 war er Bezirkssekretär der SPD für den Bezirk Breslau-Mittelschlesien.
Nach der Machtübernahme durch die Nationalsozialisten befand sich Bretthorst 1933/34 in Haft, u. a. als Häftling im KZ Dürrgoy, und war anschließend bis 1938 arbeitslos. Im Mai 1938 wurde ihm eine Arbeit in einer Tiefbaufirma zugewiesen. Ab Oktober 1938 fand er unter anderem als Tischler Arbeit. Am 28. Dezember 1940 wurde er zu Rüstungsarbeiten nach Lübeck dienstverpflichtet. Ende August 1944 wurde er zum Bau von Panzergräben an der polnischen Grenze eingesetzt. Ende Januar 1945 wurde er aus Schlesien vertrieben und ließ sich in Leipzig nieder. Mit Ende des Zweiten Weltkrieges fand er dort vom 1. August bis zum 3. Oktober des Jahres 1945 eine Anstellung im Polizeipräsidium, welche ihm Heinrich Fleißner verschaffte.
Ab Oktober 1945 war Bretthorst als Unterbezirkssekretär der SPD Borna tätig. Seit dem 15. November 1945 war er Mitglied im Erweiterten Bezirksvorstand der SPD Leipzig und Vorsitzender des Unterbezirks Borna.
Anfang Februar 1946 wurde Bretthorst kurzfristig durch den SMA verhaftet. Nach seiner Freilassung wurde er Mitglied der SED. Von April 1946 bis Januar 1947 war er verantwortlicher Sekretär für die Personalpolitische Abteilung sowie für die Abteilungen für Landwirtschaft und Ernährung des SED-Bezirksvorstandes Westsachsen. Anschließend war er Sekretär der Personalpolitischen Abteilung des SED-Kreisvorstandes Leipzig.
Im Herbst 1947 wurde er in der Nachfolge von Stanislaw Trabalski zum paritätischen Vorsitzenden der personalpolitischen Abteilung des SED-Kreisvorstandes in Leipzig gewählt. Dieses Amt hatte er bis August 1948 inne.
Von 1950 bis 1952 gehörte er für die SED dem Sächsischen Landtag an. Er gehörte dem Wahlprüfungsausschuss und dem Prüfungsausschuss an. Nach der Auflösung der Länder wurde er 1952 Abgeordneter des Leipziger Bezirkstages, den er als Alterspräsident eröffnete. Ende 1953 stellte Bretthorst sein Mandat aus gesundheitlichen Gründen zur Verfügung.